# ¿De dónde sacas eso?
¿De dónde sacas eso? è un singolo del gruppo musicale statunitense Ha*Ash, pubblicato il 11 luglio 2012 come terzo singolo dal quarto album in studio A tiempo.

## La canzone
La traccia, è stata scritta da Ashley Grace, Hanna Nicole, e José Luis Ortega.

## Video musicale
Il videoclip è stato pubblicato su YouTube il 23 febbraio 2012. Il video ha raggiunto 8 milioni di visualizzazioni su Vevo.

### Dal vivo versione
Il video è stato girato sotto forma di esibizione dal vivo, con Ha*Ash che inizia a cantare con la sua band dinanzi ad un gruppo persone. Il video è stato pubblicato su YouTube il 11 luglio 2011. Il video ha raggiunto 58 milioni di visualizzazioni su Vevo.

### En vivo versione
Il video è stato girato sotto forma di esibizione dal vivo dal album En Vivo (2019). Il video è stato girato a Auditorio Nacional, Città del Messico (Messico). È stato pubblicato su YouTube il 6 dicembre 2019.

## Tracce
Download digitale
1. ¿De dónde sacas eso? – 3:27 (Ashley Grace, Hanna Nicole, José Luis Ortega)

## Formazione
- Ashley Grace – voce, composizione, chitarra
- Hanna Nicole – voce, composizione, chitarra
- Yoel Henríquez – composizione
- Michele Canova – programmazione, produzione
- Aaron Sterling  – batteria

## Classifiche
| Classifica (2012)                     | Posizione massima |
| ------------------------------------- | ----------------- |
| Messico Airplay (billboard)           | 9                 |
| Messico Español Airplay (billboard)   | 4                 |
| Messico (Monitor Latino)              | 3                 |
| Messico (Monitor Latino) Top 20 anual | 3                 |

## Premi
| Anno | Cerimonia    | Premio                 | Esito           |
| ---- | ------------ | ---------------------- | --------------- |
| 2012 | Premios SACM | Composizione dell'anno | Vincitore/trice |